# Московский университетский благородный пансион
Московский университетский благородный пансион — пансион при Московском университете, закрытое учебное заведение для мальчиков из знатных дворянских семей.

## История
Одновременно с Московским университетом была организована университетская гимназия, имевшая дворянское и разночинское отделения; 15 (26) декабря 1778 года в № 100 «Московских Ведомостей» впервые было напечатано «Объявление о учреждении вольнаго Пансиона при Императорском Московском Университете». В 1779 году часть воспитанников-дворян были переселены из университетского здания в отдельный двухэтажный деревянный дом. Учреждение пансиона произошло по инициативе M. M. Хераскова, куратора Московского университета. При этом дворянское отделение гимназии продолжало существовать. Руководство пансионом с 1784 года осуществлялось инспектором. Первым занимал эту должность — И. А. Гейм. С 1786 года пансион возглавлял П. И. Страхов.
Не имея возможности предоставить всем желающим казённое содержание, Московский университет с открытием пансиона дал возможность ученикам получать это содержание за плату, вносимую ежегодно. Ученики посещали занятия университетской гимназии, особой программы обучения для них определено не было.
В 1791 году инспектором был назначен А. А. Прокопович-Антонский, превративший пансион в элитарное учебное заведение для дворянства. В этом же году пансион был перемещён в дом, купленный у Межевой канцелярии.
Прокопович-Антонский, руководивший пансионом в течение 35 лет (1791—1826), создал оригинальную воспитательную систему, направленную на гармоничное развитие телесных и духовных сторон личности ребёнка, практиковал индивидуальный подход к детям, направленный на раннее выявление их талантов, развитие культа дружбы, честности, взаимопомощи среди воспитанников. Благородный пансион предоставлял юным дворянам энциклопедическое образование по широкому кругу университетских предметов. К преподаванию в пансионе привлекались лучшие профессора Московского университета.
«Московские Ведомости» (№ 69 за 1783 год) упоминают «Дворянское воспитательное училище, учрежденное при императорском Московском университете под именем Вольного благородного пансиона».
В 1799 году состоялось учреждение литературного общества — «Собрание воспитанников университетского Благородного пансиона», первым председателем которого стал В. А. Жуковский.
В 1806 году вышло «Постановление Благородного пансиона при императорском Московском университете учрежденного», в котором была обозначена его бо́льшая самостоятельность в отношении университета.
В 1812 году здание пансиона было уничтожено пожаром. Однако в мае 1813 года пансион возобновил деятельность в специально нанятом частном доме (Малая Дмитровка, 3/10), а в 1814 году начало восстанавливаться прежнее здание пансиона.
Вновь отстроенное здание 18 августа 1816 года посетил император Александр I. На специальной памятной доске в память этого посещения были вырезаны слова, сказанные императором:

Истинное просвещение основано на религии и Евангелии.
— Диссон Ю. А. Московский университетский Благородный пансион в системе народного просвещения… 
Материалы XV ежегодной богословской конференции 2005 г.
В послевоенные годы под руководством Прокоповича-Антонского Благородный пансион приобрёл фактическую независимость от Московского университета, что было закреплено Министерством народного просвещения 14 февраля 1818 года повышением статуса пансиона. Антонскому была присвоена должность директора пансиона, его воспитанники получили право «вступать в военную службу с преимуществами, предоставляемыми студентам университетов»; кроме того шесть воспитанников из семей «бедных чиновников» получали право обучаться бесплатно, за счёт доходов пансиона. Согласно постановлению Министерства народного просвещения (19.3.1819), оканчивающим Благородный пансион дворянам «по степени их успехов» могли присваиваться чины 14-го, 12-го и 10-го классов по Табели о рангах, что превышало соответствующие чины выпускников Московского университета.
Это сделало для многих пансионеров продолжение университетской учёбы лишним. Таким образом, пансион утратил своё первоначальное назначение подготовки дворян к поступлению в университет.
После 1825 года пансион был лишён многих привилегий в связи с причастностью к восстанию декабристов его воспитанников (Н. С. и П. С. Бобрищевы-Пушкины, П. Г. Каховский, Н. М. Муравьёв, В. Ф. Раевский, С. П. Трубецкой, А. И. Якубович); 17 апреля 1826 года начальник главного штаба Дибич сообщал: «дошло до сведения государя императора, что между воспитанниками Московского университета, а наипаче принадлежащего к оному Благородного пансиона, господствует неприличный образ мыслей».
В сентябре 1826 года был уволен с поста директора пансиона А. А. Прокопович-Антонский и последним пансионным директором стал П. А. Курбатов, инспектором был назначен М. Г. Павлов. Последний был направлен в Санкт-Петербург с целью перенять положительный опыт столичных заведений. Он посетил Инженерное и Артиллерийское училища, Императорский Царскосельский лицей, Санкт-Петербургский университет и его пансион.
Пансион произвёл негативное впечатление на императора Николая I; как позднее писал А. Я. Булгаков: «Его гневный крик раздавался в стенах „дореформенного“ пансиона 11 марта 1830 года». «Указом 29 марта 1830 года Университетский благородный пансион преобразован в гимназию по уставу 8 декабря 1824 года на том основании, что существование пансиона с особенными правами и преимуществами, дарованными ему в 1818 году, противоречило новому порядку вещей и нарушало единство системы народного просвещения, которую правительство ставило на правилах твердых и единообразных». В сентябре того же года соответствующее распоряжение запрещало давать новой гимназии название дворянской
В 1833 году эта гимназия получила название «Московский дворянский институт».

## Организация
Управление пансионом осуществлялось директором, инспектором, членами университетского совета и почётными членами из родителей. Пансион в 1806 году стал иметь самостоятельный бюджет. Содержание и обучение воспитанников было платным, отдельные суммы вносились за обучение музыке и верховой езде; плата составляла 80 руб. в год (1779), 275 руб. для пансионеров и 175 руб. для полупансионеров (1806), 800 руб. для пансионеров и 600 руб. для полупансионеров (1819). В «Постановлении» специально было отмечено, что «воспитанник по приобретении достаточных успехов в учении… может приступить к слушанию лекций университетских», таким образом воспитанники производились в студенты (до 1812 года) без экзаменов.
В 1818 году предполагалось окончательно закрепить разделение пансионеров на 3 класса: высший, средний и низший, каждый из которых состоял из двух отделений — старшее и младшее. Кроме этого был ещё «приготовительный» класс.

## Программа обучения
В «Московских Ведомостях» (№69 за 1783 год) были перечислены предметы обучения, в которых преимущество отдавалось естественнонаучным над гуманитарными, хотя впоследствии пансион будет известен своим литературным направлением.
Каждый учащийся занимался по различным дисциплинам в том классе, который соответствовал его познаниям. Ученики старшего отделения (V и VI классы) посещали лекции в университете. Раз в полгода проводились испытания, годовые экзамены были публичными.
Программа, рассчитанная на 6 лет, включала:
- математику (с началами высшей) и механику;
- отечественную и иностранную словесность;
- закон Божий и священную историю;
- естественную историю;
- римское право;
- российское законоведение;
- иностранные языки (французский, немецкий, английский, итальянский);
- классические языки;
- историю;
- мифологию;
- светское воспитание;
- искусства (музыка, рисование, живопись, танцы, фехтование, верховая езда);
- гражданскую архитектуру;
- военные дисциплины;
- логику;
- историю философии;
- политическую экономию;
- нравоучение;
- риторику;
- эстетику.

Дополнительно (вне уроков) изучались статистика России.
Деятельность А. А. Прокоповича-Антонского (в 1791—1826 годы директор пансиона) в значительной степени определила приоритет литературного направления в образовании. Пансионеры вместе со студентами университета готовили театральные и музыкальные представления, устраивали диспуты. Литература и театр, жизнь пансиона нашла отражение в составленных воспитанниками печатных альманахах, собраниях и антологиях (в том числе в 18-томном издании «Речей, разговоров и стихов, читанных в публичном акте в Благородном университетском пансионе», 1797—1830 годы).
В Пансионе имелась большая библиотека.
Существовало Литературное общество, носившее официальное назв. «Собрание воспитанников университетского благородного пансиона». На собраниях общества воспитанники имели возможность читать и обсуждать написанные ими «речи» и художественные произведения. Руководил учебной и литературной деятельностью М. Г. Павлов.
В 1826 году введено изучение славянского языка и сельского домоводства, но исключены некоторые предметы: история философии, естественное право.
Система воспитания строилась на соревновательных началах, были развиты различные формы морального поощрения (например, выборы лучшего воспитанника). Равное внимание уделялось успехам в учении, нравственному развитию воспитанников (характер, отношение к окружающим, интересы и склонности), физическому воспитанию.

## Учащиеся
В пансион принимались мальчики 9—14 лет по представлении свидетельства о дворянском происхождении и после предварительных испытаний, в ходе которых выяснялся уровень подготовки и определялась индивидуальная программа для будущего воспитанника.
Первоначально, как было указано в «Объявлении», пансион предназначался всего для 12 учеников, однако очень быстро он вырос до 50 человек; в 1810 году в нём было уже около 300 воспитанников.
К началу XIX века в пансионе содержалось 250 человек, кроме них — 25 полупансионеров и 6 пансионеров «на счёт пансиона» — дети малообеспеченных военных и статских чиновников; они являлись полноправными учениками.

### Выпускники
Пансион готовил к военной, статской, придворной и дипломатической службе. С 1818 года воспитанники пансиона получили равное со студентами университета право производства в офицеры независимо от вакансий (по прошествии 6-месячного срока в низших званиях); по постановлению Министерства народного просвещения от 19 марта 1819 года выпускникам пансиона на гражданской службе могли присваиваться чины X—XIV классов по Табели о рангах. Желающие продолжить образование в университете производились в студенты сразу же по окончании и часто оставались жить в пансионе.
См.: Воспитанники московского университетского пансиона

## Педагоги
Занятиями по русской словесности руководили А. Ф. Мерзляков, П. И. Богданов, С. Е. Раич, И. И. Давыдов и Д. Н. Дубенский; древние языки преподавали А. М. Кубарев, А. З. Зиновьев, Д. Н. Дубенский; игру на музыкальных инструментах и музыкальные дисциплины — Н. Е. Кубишта (1818—1823 гг.), А. М. Аматов (1828—1830 гг.); статистику — И. А. Щедритский; математику — выпускник университета Н. В. Кацауров (с 1820). В старшем отделении преподавали университетские профессора: математику, механику и физику — Д. М. Перевощиков; естественную историю — М. А. Максимович; римское право — Л. А. Цветаев; русское законоведение — Н. Н. Сандунов; русскую словесность — М. Т. Каченовский.

## Здание
Дом Пансиона, в виде большого каре с внутренним двором и садом, находился неподалёку от университета, на месте, где ныне здание Центрального телеграфа (Тверская, 7). Снесено в начале 1910-х годов для строительства комплекса доходных домов страхового общества «Россия».

## Рекомендуемая литература
- Головачев Г. Отрывки из воспоминаний // «РВ», 1880. — № 10. — С. 698—702.
- Гражданин А. Х. Бенкендорф о России в 1827—1830 гг. // «Кр. архив», 1930. — Т. 1 (38). — С. 141.
- Бродский Н. Л., Моск. университет, благородный пансион эпохи Л. (из неизд. воспоминаний гр. Д. А. Милютина) // Сб. Соцэкгиза. — С. 3—15.